# Tongas

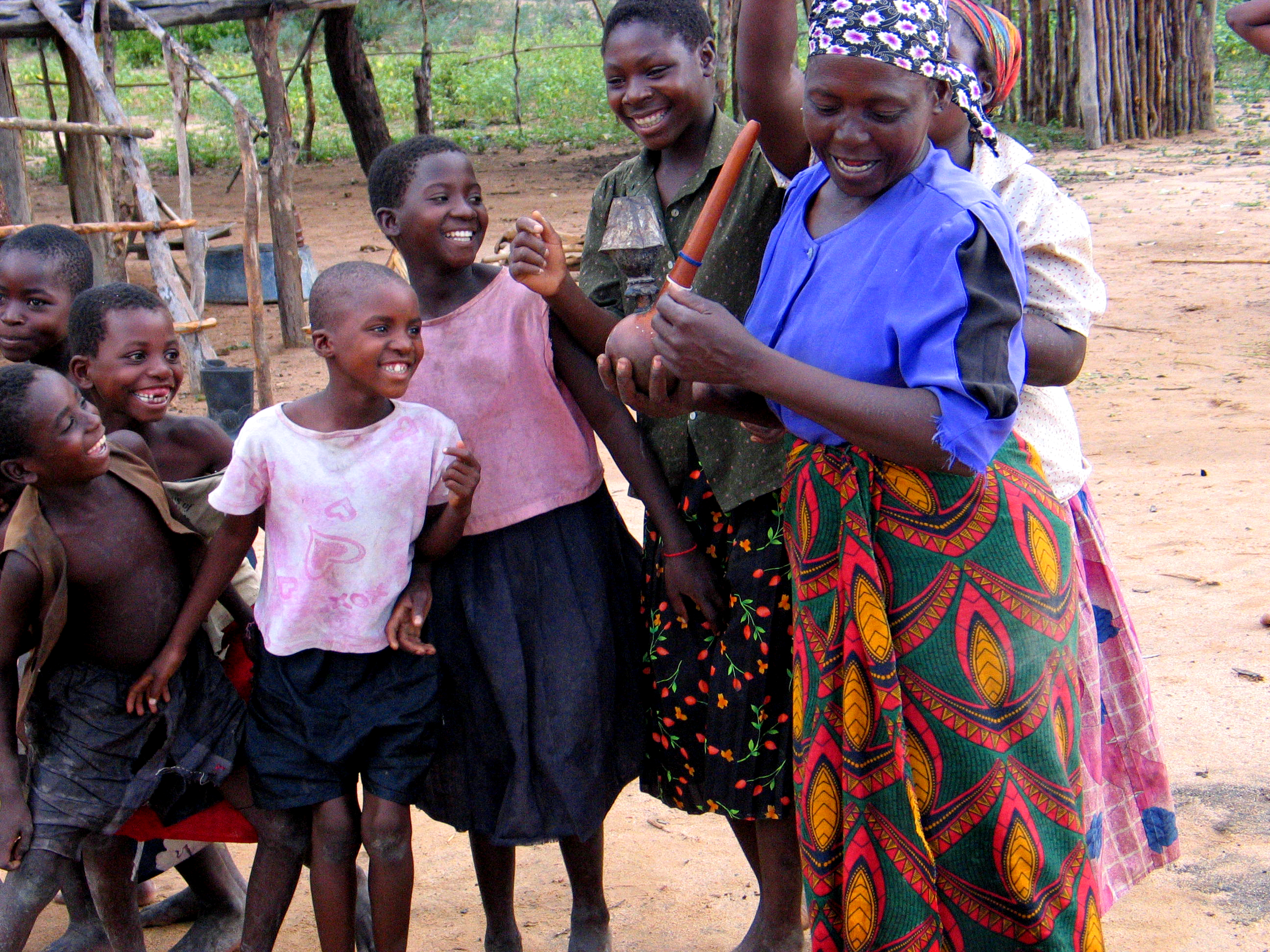
Família tonga do Zimbábue

Tongas são um povo banto que vive junto ao curso superior do rio Zambeze, na Zâmbia, norte do Zimbábue e, em menor proporção, Moçambique.
É um povo de filiação matrilinear que baseia a sua subsistência na agricultura e na pesca. No passado, fizeram parte do reino de Barotselândia ou Rotse.

## Tongas do Zimbábue
O povo tonga do Zimbábue é encontrado dentro e ao redor do distrito de Binga, vila de Binga, área de Kariba e outras partes da Matabelelândia. Eles chegam a 300 mil e são, em sua maioria, agricultores de subsistência. No Zimbábue, a língua do povo de Tonga é chamada de chitonga.
O povo de Tonga se estabeleceu ao longo do lago Kariba após a construção do paredão da barragem de Kariba.

## Línguas
O tonganês é falado por cerca de 1,38 milhão de pessoas na Zâmbia e 137 mil no Zimbábue. É uma importante língua franca em partes desses países e é falada não só pelos tongas, mas também por membros de outros grupos étnicos.
Tongas também falam xona e andebele no Zimbábue, inglês na Zâmbia e Zimbábue e português em Moçambique como segunda língua.

## Tongas notáveis
- Hakainde Hichilema
- Anderson Mazoka